# Frontière linguistique

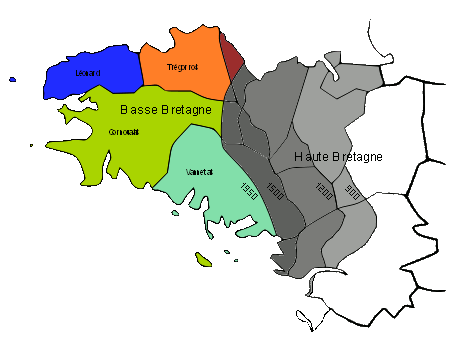
En gris, la Haute-Bretagne de langue gallèse en 1950. Les différents tons de gris racontent la perte progressive de l'usage du breton dans les campagnes au profit du gallo, puis du français. La limite entre la Haute et la Basse Bretagne a peu à peu glissé vers l'Ouest.

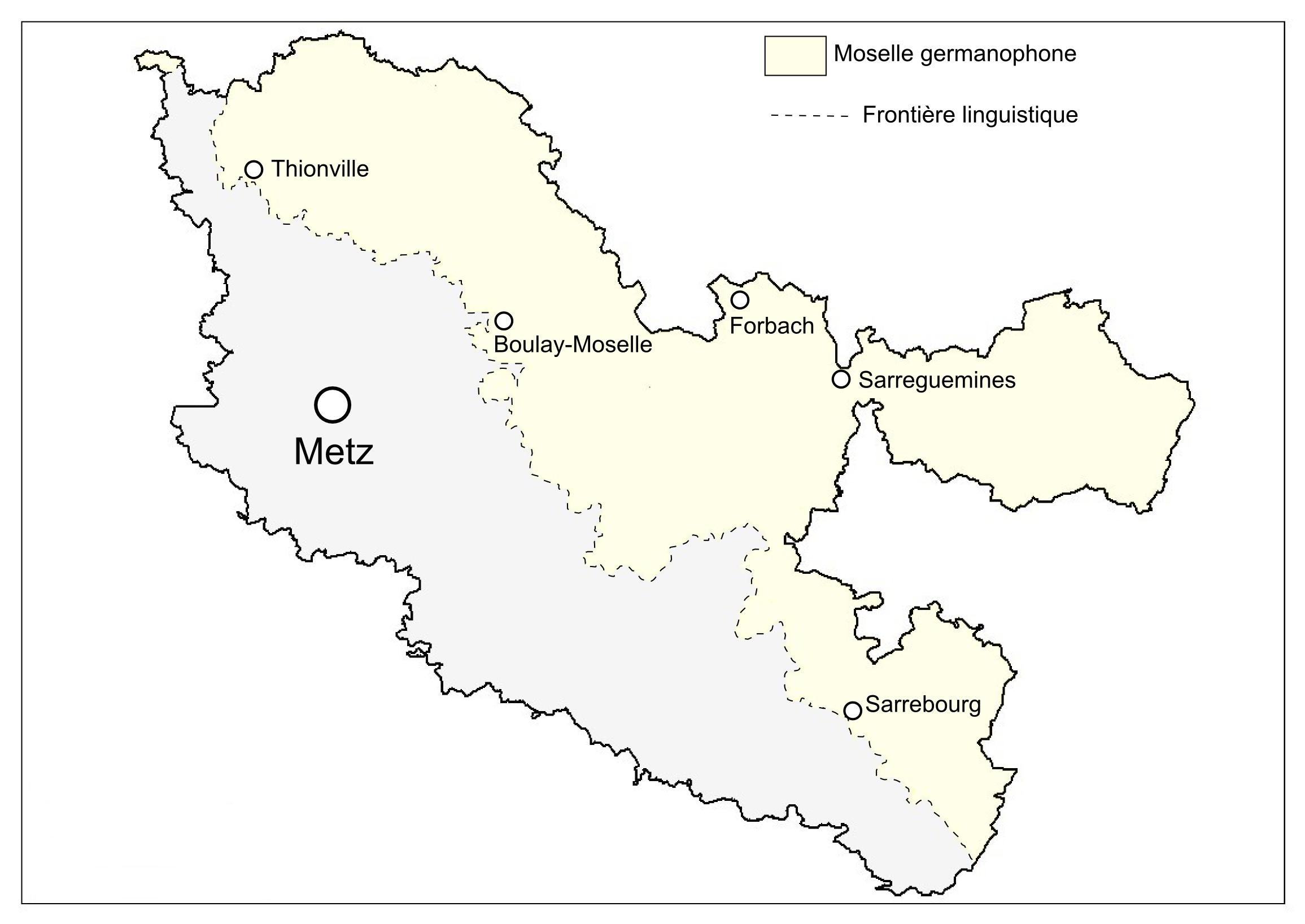
La frontière linguistique entre la Moselle germanophone (blanc cassé) et la Moselle francophone (gris).

Une frontière linguistique est une frontière séparant deux territoires dans lesquels sont parlés deux variétés linguistiques différentes (langues ou dialectes). Si les deux variétés sont rattachées à des systèmes linguistiques non apparentés, la frontière marque ainsi la limite de l'intercompréhension mutuelle. Au contraire, dans le cas d'un continuum linguistique, il est souvent malaisé d'établir précisément une frontière car la transition s'effectue sur une superficie plus ou moins étendue ; la frontière est alors souvent définie sur la base d'une isoglosse déterminée, ou d'un faisceau isoglossique lorsqu'il existe.
Parmi les exemples connus de frontières linguistiques, on peut citer :
- La limite entre langues romanes et langues germaniques qui traverse la Belgique, la France, la Suisse et l'Italie, dont les frontières linguistiques belge et mosellane sont une partie
- La limite entre breton et gallo
- La frontière entre langue d'oc et langue d'oïl[1]

Une enclave linguistique (ou îlot linguistique) est une zone linguistique complètement délimitée par une frontière linguistique.

## Exemples
- Frontière linguistique alsacienne
- Frontière linguistique en Belgique
- Frontière linguistique bretonne
- Frontière linguistique mosellane
- Le Röstigraben entre la Suisse romande et la Suisse alémanique. Voir aussi : Les limites linguistiques en Suisse